# پارادیپ
پارادیپ (به انگلیسی: Paradeep) یک منطقهٔ مسکونی در هند است که در بخش جاگاتسینگپور واقع شده‌است. پارادیپ ۶۸٬۵۸۵ نفر جمعیت دارد و ۱ متر بالاتر از سطح دریا واقع شده‌است.